# Jeanne Carpenter
Theo-Alice Jeanne Carpenter (1 de febrero de 1917 – 5 de enero de 1994) fue una actriz infantil estadounidense de la época del cine mudo cuya carrera en la industria del entretenimiento abarcó 74 años.

## Biografía
Nacida en Kansas City, Misuri, Carpenter comenzó su carrera cinematográfica a los tres años. Su debut en el cine fue en Daddy Long Legs. A los cuatro años, viajó por todo Estados Unidos apareciendo en teatros en una gira promocional de sus películas. Su fama creció a principios de la década de 1920, cuando realizó una serie de exitosas apariciones en películas como Helen's Babies con Baby Peggy y The Sign of the Rose. La madurez supuso un cambio de roles para Carpenter. Al convertirse en una mujer joven, pasó a interpretar papeles más característicos. Tuvo algunos papeles adultos ocasionales durante la década de 1940, y luego se retiró del mundo del cine.

## Vida personal
Carpenter se casó con Robert Grimes en 1949. Tuvo cuatro hijas y un hijo de dos matrimonios. En 1964, ella y sus cinco hijos actuaron en la producción de Gypsy de Plaza Players en Oxnard, California.
El 5 de enero de 1994, Carpenter murió de enfisema en Oxnard, California, a los 76 años.

## Filmografía
| Año  | Título                         | Papel                        | Notas                                                                               |
| ---- | ------------------------------ | ---------------------------- | ----------------------------------------------------------------------------------- |
| 1919 | Daddy-Long-Legs                |                              | sin acreditar                                                                       |
| 1919 | Desert Gold                    |                              |                                                                                     |
| 1920 | The Luck of Geraldine Laird    | Niña                         | acreditada como Theo-Alice Carpenter                                                |
| 1920 | The Courage of Marge O'Doone   |                              |                                                                                     |
| 1920 | The Dwelling Place of Light    |                              |                                                                                     |
| 1920 | Peaceful Valley                |                              | sin acreditar                                                                       |
| 1920 | The Way Women Love             |                              |                                                                                     |
| 1920 | The Adventures of Bill and Bob |                              | Título alternativo: The Adventures of Bill and Bob                                  |
| 1920 | The Man from Nowhere           |                              | Alternative title: Rider from Nowhere                                               |
| 1921 | Fighting Fate                  |                              | acreditada como Jean Carpenter                                                      |
| 1921 | The Nut                        | Operadora telefónica cupido  | sin acreditar                                                                       |
| 1921 | Through the Back Door          | Jeanne (a los 5 años)        |                                                                                     |
| 1921 | A Kiss in Time                 |                              |                                                                                     |
| 1921 | The Stampede                   | Mary, hija pequeña de Wagner | acreditada como Jean Carpenter                                                      |
| 1921 | What No Man Knows              | Mazie                        |                                                                                     |
| 1922 | In the Name of the Law         |                              | Con el miembro del Salón de la Fama del Béisbol Honus Wagner acudiendo en su ayuda. |
| 1922 | The Sign of the Rose           | Dorothy Griswold             |                                                                                     |
| 1922 | Tess of the Storm Country      |                              | sin acreditar                                                                       |
| 1923 | Ashes of Vengeance             | Anne                         |                                                                                     |
| 1923 | The Midnight Alarm             | Susan                        | acreditada como Jean Carpenter                                                      |
| 1923 | Why Women Remarry              | Mildred Talbot               |                                                                                     |
| 1924 | By Divine Right                | bebé de Trent                | Título alternativo: The Way Men Love                                                |
| 1924 | A Boy of Flanders              | Alios Cogez                  | acreditada como Jean Carpenter                                                      |
| 1924 | Helen's Babies                 | Budge                        | acreditada como Jean Carpenter                                                      |
| 1926 | Prince of Tempters             | Chica florista               |                                                                                     |
| 1931 | City Lights                    | Extra en escena restaurada   | sin acreditar Título alternativo: City Lights: A Comedy Romance in Pantomime        |
| 1937 | Glamorous Night                | Mujer gitana                 | sin acreditar                                                                       |
| 1945 | Week-End at the Waldorf        | Operadora de teléfono        | sin acreditar, (último papel cinamtográfico)                                        |